# Versilia: gente del marmo e del mare
Versilia: gente del marmo e del mare. Studio di (per) un'inchiesta televisiva è un documentario per la televisione del 1980 diretto da Ansano Giannarelli.

## Trama
Viaggio nella terra natale del regista, che cerca innanzitutto di delinearne i confini geografici incerti, di tratteggiarne la storia secolare, di descriverne i molteplici aspetti socio-economici.
Si tratta di un esperimento, di un tentativo di applicare un nuovo metodo per la realizzazione di un documentario, più partecipativo, più coinvolgente per le persone che vi prendono parte. La gente del luogo viene reclutata per recitare piccole scene di vita quotidiana.
Dalle cave di marmo sulle montagne ai pescherecci in mezzo al mare, i protagonisti spiegano in prima persona in cosa consiste il loro duro lavoro e il loro senso di appartenenza al territorio. Il documentario sembra dare degli spunti di riflessione su cui costruire nuovi progetti di ricerca e di approfondimento.